# Clément Mathieu (pédologue)
Pour les articles homonymes, voir Clément Mathieu et Mathieu.
Clément Mathieu, né à Theux le 3 novembre 1940, est un pédologue français.
Agronome et géologue de formation, Clément Mathieu se spécialise dans l'étude et la conservation des sols.
Il est titulaire d'une maîtrise ès sciences, d'un diplôme d'études supérieures de sciences naturelles et d'un doctorat ès sciences.
Il exerce en France et dans divers États d'Afrique.
Clément Mathieu est l'auteur de plusieurs ouvrages et de nombreuses publications scientifiques.
Il est le fondateur d'une ONG, l'Association France Tchad Pendé Agriculture (AFTPA) intervenant auprès de groupements d'agriculteurs dans le sud du Tchad.

## Biographie

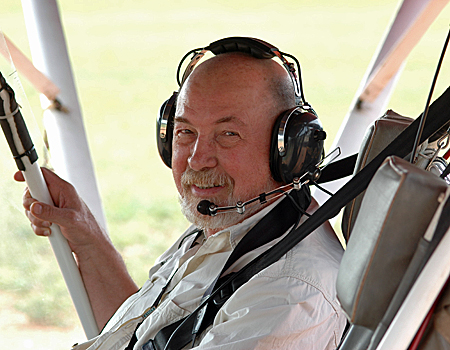
Clément Mathieu en mission en Guyane (2011).

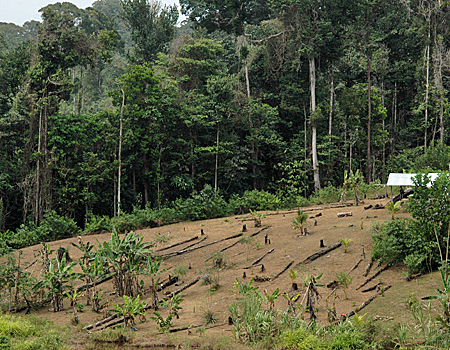
Culture sur abattis, Guyane

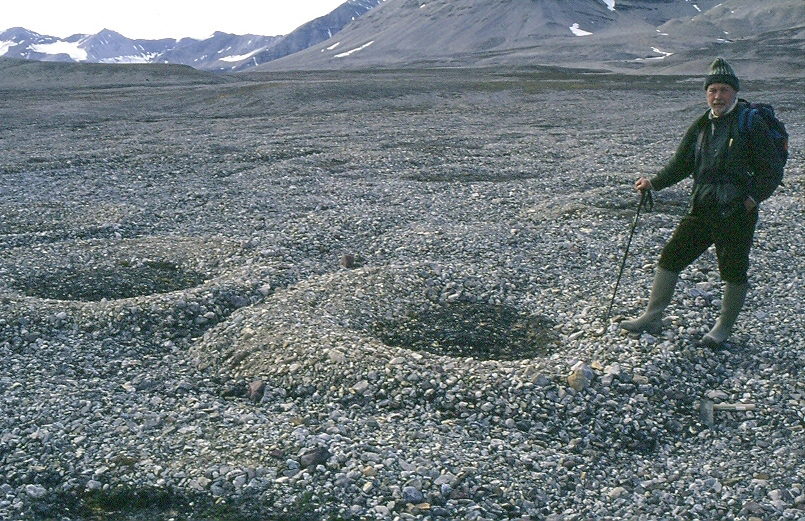
Cryosols, cercles de pierres au Spitzberg, île norvégienne (2005).

Clément Mathieu, né le 3 novembre 1940 à Theux, en Région wallonne (Belgique), est un pédologue français d’origine belge. Agronome et géologue de formation, il se spécialise dans l’étude et la conservation des sols,.
Il exerce en France, au Maroc, au Burundi et en République centrafricaine. Il est membre de l’Académie des sciences d’outre-mer,.
Après une formation d’ingénieur en agriculture, il commence en 1966 une carrière de pédologue-cartographe au Service de la carte des sols du département de l’Aisne (Station agronomique de Laon) sous la direction de Marcel Jamagne (INRA). Il étudie en particulier la pédogenèse des argiles de décarbonatation de la craie (appelées localement les argiles à silex). Pendant cette période, il obtient une maîtrise ès sciences (Université de Paris) et présente un mémoire de Diplôme d’études supérieures de sciences naturelles (DES).
De 1973 à 1980, il est chef du Bureau de pédologie à l’Office régional de mise en valeur agricole de la Moulouya (ORMVAM) à Berkane au Maroc, il étudie l’évolution des sols soumis à l’irrigation gravitaire.
En 1981, il présente un doctorat ès sciences à l’université de Liège.
De 1982 à 1987, il est professeur de science du sol à la Faculté des sciences agronomiques de l’université du Burundi à Bujumbura.
De 1987 à 1990, il est fonctionnaire principal de la FAO en poste à Bangui (République centrafricaine) où il est responsable du projet PNUD/FAO du Bureau national de pédologie et de conservation des sols.
De 1990 à 2002, il est professeur de science du sol et d’agronomie tropicale et chargé de mission pour les pays du Sud à l’École supérieure d’agriculture de Purpan (ESAP) à Toulouse,.
Depuis 2000, il est expert pédologue auprès de l'INAO.
Il effectue de nombreuses missions scientifiques sur les cinq continents,, entre autres en Argentine, au Liban, en Côte d'Ivoire, en Jordanie, au Cameroun, au Laos, et visite ainsi toutes les grandes régions écologiques du monde. Il crée en 2005 une ONG, l'Association France Tchad Pendé Agriculture (AFTPA), pour intervenir auprès de groupements d’agriculteurs dans le sud du Tchad.
Clément Mathieu est l'auteur de plusieurs ouvrages et de nombreuses publications scientifiques concernant la pédogenèse, les milieux irrigués en zones semi-arides, la conservation des sols, l'agronomie et la géologie sédimentaire.
Il est membre de l'Association française pour l'étude du sol (AFES),, membre à vie de l’Union internationale de la science du sol (UISS) (en anglais : International Union of Soil Sciences), de la Société des explorateurs français,,.
Le 24 mars 2017, « ingénieur AIHy® », il est nommé membre d'honneur de l'AIHy (réseau alumni des diplômé(e)s de l'Institut supérieur industriel agronomique des campus de Huy et de Gembloux, en Belgique) par son 310e conseil d'administration, pour honorer sa carrière internationale agronomique exemplaire et sa contribution scientifique à la connaissance de la pédologie.[réf. nécessaire]
Il se fait remarquer par la publication d’importants ouvrages de pédologie notamment le Dictionnaire encyclopédique de Science du sol avec Jean Lozet, et également avec des ouvrages concernant l’irrigation.
En 2021, il publie un essai intitulé Triste Planète, dégradations et pollutions, le XXIe siècle est mal parti, où il décrit et analyse la situation des dégradations et des pollutions de tous les écosystèmes terrestres, aquatiques et marins, en soulignant les risques d’une catastrophe non seulement alimentaire mais aussi économique et sociale. L’urgence est non pas pour demain mais dans l’immédiat. Cette situation de dégradation et de pollution est plus importante pour le développement humain que les modifications climatiques encore inégalement expliquées.
Il prend également parti contre le développement des éoliennes qui consomment les métaux rares à des quantités jamais atteintes, qui vont laisser dans le sols des milliers de m3 de béton et de ferrailles pour l’éternité, sans ignorer cependant les enjeux environnementaux, économiques et sociétaux que ces installations génèrent.

## Publications
(octobre 2024).
Clément Mathieu effectue des missions scientifiques, des expertises pédologiques et d'ingénierie pédagogique en Afrique, Asie, Amérique du Sud, Europe et Océanie. Il est l'auteur de nombreuses publications dans des revues scientifiques et techniques.

### Ouvrages
- Dictionnaire de science du sol de Clément Mathieu et Jean Lozet, préface de Marcel Jamagne, Paris, Éditions Lavoisier, Tec et Doc (1986, 1990, 1997 et 2002), (2e édition traduite en anglais et en russe), 488 p. (index anglais-français)[12].
- Dictionary of Soil Science de Clément Mathieu et Jean Lozet, Oxford and IBH Publishing (1991), (2e édition, illustrée), 348 p[13].
- Paysans montagnards de Tanzanie, cohésion sociale et développement chez les Walugurus de Clément Mathieu et Bénédicte Marquet, Paris, Éditions L'Harmattan, collection Alternatives rurales (1994), 181 p[14].
- Pépiniéristes privés au Burundi, vers une professionnalisation de l'agroforesterie de Clément Mathieu et Christophe Gasc, Monthléry, éditeur AFVP et Toulouse, École supérieure d'agriculture de Purpan (ESAP) (1995), 158 pages[15].
- Analyse physique des sols, méthodes choisies de Clément Mathieu et Françoise Pieltain, Paris, Éditions Lavoisier, Tec et Doc (1998), 275 p[16].
- Analyse chimique des sols, méthodes choisies de Clément Mathieu et Françoise Pieltain, Paris, Éditions Lavoisier, Tec et Doc (2003, 2009), 388 p[17].
- Bases techniques de l'irrigation par aspersion de Clément Mathieu, Paul Audoye et Jean-Claude Chossat, Paris, Éditions Lavoisier, Tec et Doc, (2007), 474 p[18]. (Edition traduite en japonais)
- Les principaux sols du monde, voyage à travers l'épiderme vivant de la planète Terre de Clément Mathieu, préface de Georges Pédro, Paris, Éditions Lavoisier, Tec et Doc (2009), 260 p., photographies et figures[19].
- Dictionnaire encyclopédique de science du sol de Clément Mathieu et Jean Lozet, Paris, Éditions Lavoisier, Tec et Doc (2011, 2022), 733 p., illustrations, photographies, schémas, figures et tableaux (index anglais-français)[20].
- Une jeunesse ardennaise à Oneux-Theux (Belgique) 1944-1959 de Clément Mathieu, Paris, Éditions L'Harmattan, collection Graveur de Mémoire (2014), 257 p[21],[22],[23].
- Mes chemins d'Afrique, carnet d'un agronome de Clément Mathieu (préface du président Abdou Diouf), Paris, Dacres éditions, 2016, 450 p., 70 photographies en couleurs, 24 cm  (ISBN 9791092247404).
- Les divers modes d'irrigation, de la source à la parcelle, de Clément Mathieu et Jean-Claude Chossat, Paris, Éditions Lavoisier, Tec et Doc (2018), 252 p., 188 photographies en couleur et figures  (ISBN 9782743023867)
- Dans les savanes arborées du Tchad, voyage en agriculture, de Clément Mathieu, Paris, Éditions L'Harmattan (2019), 275 pages, 54 photographies en couleur et figures  (ISBN 9782343184067)
- Triste planète, dégradations et pollutions : le XXIe siècle est mal parti, de Clément Mathieu, Paris, Éditions L'Harmattan (2021), 113 pages, 27 photographies en couleur et figures  (ISBN 9782343220680)
- Abrégé d'agropédologie tropicale, de Clément Mathieu (préface de Christian Valentin), Arcueil, Editions SAS JLE, Tec et Doc (2024), 182p, 99 photographies en couleur et figures  (ISBN 9782743027308)
- Sur l'utilisation des fumiers et compostes en Afrique subsaharienne, exemples en savanes soudaniennes de Clément Mathieu, London, Éditions universitaires européennes (2024), 125 pages, 34 photographies en couleur et figures  (ISBN 9786206720317)

### Publications scientifiques
Une sélection

#### Afrique

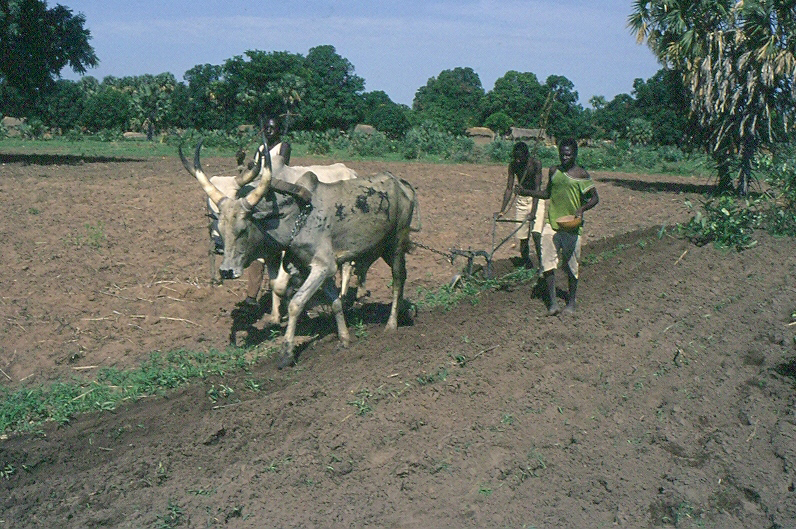
Labour à la traction animale, sud du Tchad (2007).

- Concerning the structure of irrigated soils in the north-east of Morocco de Clément Mathieu et E. K. Hmamou. Proceedings of the 8th conf. of the Intern. Soil Tillage Research Organisation, ISTRO, University of Hohenheim, Stuttgart (1973), p. 371-379.
- Analyse des problèmes de la mise en culture de la betterave sucrière en Basse-Moulouya (Maroc oriental) de Clément Mathieu et J. Dangis, in Hommes, Terre et Eaux, Bulletin de l'ANAFID, no 18, p. 11-36, Casablanca, in Rabat et Sucrerie Maghrébine, Bulletin de l'APS, no 20, 1976, p. 5-26.
- Influence de l'irrigation sur l'évolution de quelques caractères fondamentaux des sols argileux des plaines du Maroc oriental – Aspects micromorphologiques de Clément Mathieu, Versailles, in Science du Sol, no 2, 1978, p. 95-112.
- Effects of irrigation on the structure of heavy clay soils in north-east Morocco de Clément Mathieu, in Soil and Tillage Research, Elsevier Cy., vol. 2 (4), 1982, p. 311-319[24].
- Problèmes agro-pédologiques posés par la mise en valeur hydro-agricole des sols des zones méditerranéennes semi-arides, exemple de la Basse-Moulouya au Maroc oriental de Clément Mathieu, Paris, in L'Agronomie Tropicale, IRAT, I, 1982, p. 30-50.
- Susceptibilité au tassement Proctor des sols argileux non irrigués et irrigués du Maroc oriental de Clément Mathieu, Gand, in Pédologie, XXXII, I, 1983, p. 55-76.
- L'évolution morphologique des sols irrigués en région méditerranéenne semi-aride : l'exemple de la Basse-Moulouya (Maroc) de Clément Mathieu et Alain Ruellan, Paris, Cah. ORSTOM, série Pédologie, vol. XXIII, no 1, 1987, p. 3-25[19].
- Influence du travail du sol sur la structure et les rendements en condition d'irrigation au Maroc oriental de Clément Mathieu, Gand, in Pédologie, XXXVII, I, 1987, p. 21-41.
- Action du travail du sol avant plantation sur la morphologie du système racinaire des agrumes en milieu irrigué au Maroc de Clément Mathieu, Paris, Fruits, vol. 42, no 5, 1987, p. 295-304.
- Contraintes techniques et sociales en conservation du sol et des eaux en zone à très forte densité de population : l'exemple des montagnes du Mumirwa au Burundi de Clément Mathieu, Bruxelles, in Tropicultura, 5, 3, 1987, p. 103-112.
- Itinéraire de la dégradation des terres de savanes soudano-guinéennes à très faible densité de population, l'exemple de la République Centrafricaine de Clément Mathieu, Bruxelles, in Tropicultura, 8, 4, 1990, p. 175-184[19].
- Évolution de l'occupation du sol et pression démographique en zone tropicale à très forte densité de population : une analyse par photographies aériennes au Burundi de Clément Mathieu et F. Ntagumana, in L'Agronomie Tropicale, IRAT, 46-1,1992, p. 13-22[25].
- Influence de la fertilisation sur un sol acide désaturé et sur le rendement en blé dans le Bututsi (Burundi) de Clément Mathieu, Ch. Otoul et A. Bruyère, Gand, in Pédologie, XLII-1, 1992, p. 39-56.
- Land degradation in moist tropical african areas, problems and prospects de Clément Mathieu, Moscou, in Eurasian Soil Science, 30/8, 2000, p. 887-893.
- Une méthode d'irrigation par semi-conduites verticales adaptées aux zones sahéliennes. Résultats techniques et perspective de l'organisation des filières de Clément Mathieu, Bruxelles, in Tropicultura, 24, 2, 2006, p. 120-123.
- Dégradation des terres et des milieux de production en Afrique tropicale humide de Clément Mathieu, Bruxelles, in Bulletin  Séances Académie royale des sciences d'outre-mer, 53, 3, 2007, p. 319-334[26].
- De l’irrigation gravitaire à l’irrigation localisée ou l’économie en eau agricole et la conservation de la qualité des sols en zones arides ou semi-arides de Clément Mathieu, in Watarid 3, Usages et politiques de l’eau en zones arides et semi-arides, Paris, Éditions Hermann, 2013, p. 283-293[27].

#### Asie

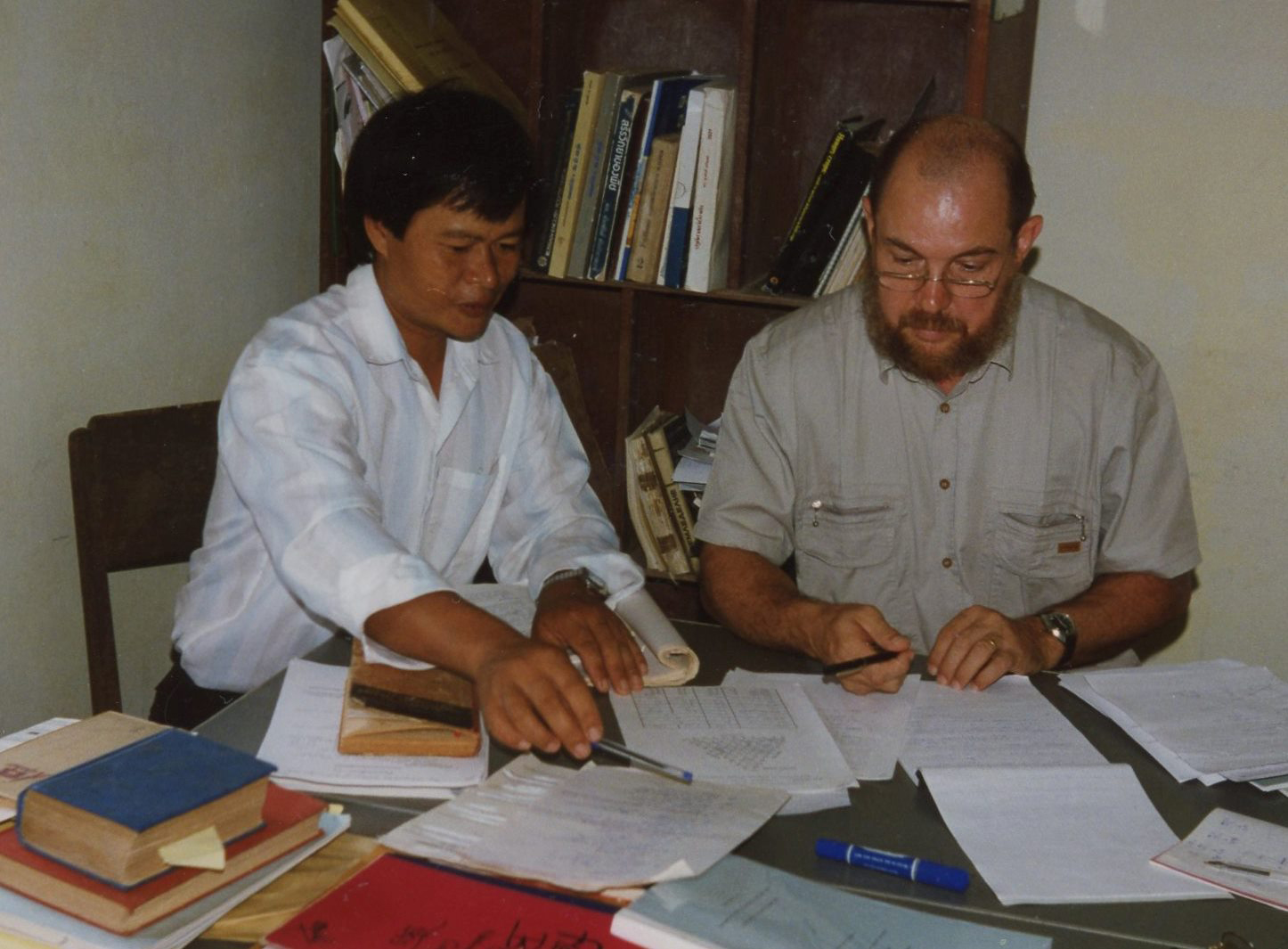
En mission à l’école supérieure d’agriculture de Nabong (Laos) (1993).

- La culture de la banane en Jordanie, dysfonctionnement de la production et enjeux politiques de Clément Mathieu et L. Alias, Montpellier, Fruits - Centre de coopération internationale en recherche agronomique pour le développement (CIRAD), vol. 53 (3), 1998, p. 151-166.
- Notes de voyage au Kirghizistan post-soviétique pris au piège de son indépendance de Clément Mathieu, Paris, in Mondes et Cultures, compte-rendu des séances de l'Académie des sciences d'outre-mer, T.L XV-1, 2005, p. 367-382.
- Expertise agro-pédologique concernant la culture du kiwi dans la région du Sichuan (Chine) de Clément Mathieu, rapport ONG Ex-Change Belgique et Associations Hong He, Hong Ku, Sichuan et "l'Ing.", Belgique, Bulletin de l'UFIIB (Union francophone des Ingénieurs industriels de Belgique), 2008, p. 14-16[28].

#### Europe
- Étude morphologique et analytique des sols bruns acides du Bois de Staneux-Theux (Belgique) de Clément Mathieu, Versailles, in Bulletin de l'Association française pour l'étude du sol, no 9, 1965, p. 338-359.
- Aspects micromorphologiques des argiles à silex de Thiérache de Clément Mathieu et Georges Stoops, Versailles, in Science du Sol, no 2, 1970, p. 103-116[19].
- Contribution à l'étude des formations argileuses à silex de Thiérache (France) de Clément Mathieu, Gand, in Pédologie, I, 1971, p. 5-94[29].
- Contribution à l'étude de la stratigraphie des lœss dans le N-E du Bassin de Paris – Quelques observations dans le Marlois de Clément Mathieu et Marcel Jamagne, Paris, in Bulletin de l'Association française pour l'étude du Quaternaire, no 4, 1971, p. 209-233[19].
- Observations pétrographiques sur la paroi d'un four à chaux carolingien creusé en sol limoneux de Clément Mathieu et Georges Stoops, Caen, in Archéologie médiévale, II, 1972, p. 347-354.
- Sur la technique du sous-solage en sol de limon de Clément Mathieu et Jean-Claude Rémy, Versailles, in Bulletin de l'Association française pour l'étude du sol (AFES), no 3, 1972, p. 145-156.
- Caractérisations physico-chimiques et sédimentologiques des craies turoniennes et coniaciennes de Thiérache et du Marlois (N-E du Bassin de Paris) de Clément Mathieu et F. De Coninck, Paris, in Bulletin de l'Association des Géologues du Bassin de Paris, no 34, 1972, p. 3-14[20].
- Genesis of deep clay-riche horizons at the contact with the chalky substratum in the north of France de Clément Mathieu et Georges Stoops, Kingston, Editor G.K. Rutherford, in Soil Microscopy, 1973, p. 455-480, the 4th Intern. Working Meeting on Soil Micromorphology.
- Données lithologiques et biostratigraphiques dans le Turonien et le Sénonien de la Thiérache et du Marlois de Clément Mathieu, J. Devries, Ch. Monciardini, D. Pajaud et J. Sornay, Orléans, in Bulletin du Bureau de recherches géologiques et minières (BRGM), 2, section I, no 4, 1974, p. 189-208.
- Sur les argiles de décarbonatation de la craie dans le nord de la France – Essai de classification de Clément Mathieu, Versailles, in Science du Sol, 1975, p. 183-206[29].
- À propos d'un type d'horizon B profond observé dans le nord de la France : l'horizon résiduel de décarbonatation de la craie de Clément Mathieu, Gand, in Pédologie, XXIV, no 1, 1976, p. 74-90.
- Caractères, origine et rôle morphologique de grèzes crayeuses de Champagne sèche au nord de Reims de Clément Mathieu et C. Pomerol, Paris, in Bulletin de l'Association française pour l'étude du Quaternaire, no 46, 1976, p. 45-51[29].
- Sols et végétation des bois et taillis de Basse-Thiérache et du Marlois de Clément Mathieu et A. Dorigny, Bruxelles, in Les Naturaliste belges, t. 60, 1979, p. 61-86.
- Évaluation de la fertilité des sols en Midi-Pyrénées : une approche cartographique pour mieux valoriser les analyses de terre de Clément Mathieu, in Bulletin des Recherches agronomiques de Gembloux, no 28, 1993, p. 2-3, M. Gay et E. Sanchez p. 1-17[29].
- Maïs sur billons en coteaux gersois, un moyen de gestion du temps et des terres en argilo-calcaire de Clément Mathieu et A. Teillet, Paris, Ministère de l'Agriculture, no 25, BTI, 1996, p. 32-39.
- Érosion hydrique en Haute-Garonne vue à travers les retenues collinaires, l’état des lieux et perspectives d'action de Clément Mathieu et M. Subra-Durand, Ardon, Association française pour l'étude du sol (AFES), in Étude et Gestion des Sols, 7, 3, 2000, p. 231-247[29].

### Travaux universitaires
- Contribution à l'étude des formations à silex en Basse-Thiérache, aspects morphologiques, analytiques et cartographiques de Clément Mathieu. Mémoire de Diplôme d'études supérieures de sciences naturelles, Université de Paris (1970), 125 p.[3].
- Sols et profils pédologiques dans le Nord de la France de Clément Mathieu, préface de Marcel Jamagne, 31 fiches et 24 diapositives, CRDP, Académie d'Amiens (1973)[3].
- Évolution morphologique des sols soumis à l'irrigation gravitaire en Basse-Moulouya, Maroc oriental de Clément Mathieu. Thèse doctorale en Sciences, université de Liège, 1981, 343 p.[4].
- De la cartographie des sols à la Conservation des terres à travers un itinéraire pédologique nord-sud de Clément Mathieu. Mémoire présenté en vue de l'obtention du diplôme d'habilitation à diriger des recherches (HDR), Institut national polytechnique - École nationale des Sciences agronomiques, Toulouse (1994)[30].

## Émissions télévisées et radiophoniques
- "Portrait", France 3 Limousin, 2007 ;
- "Ma vie est une aventure", France 3 Limousin Poitou-Charentes, 2010 ;
- "À la page", France Bleu Limousin, 2010 ;
- "Exploration", Radio Courtoisie, Paris, 2010 ;
- "L’Album", Télévesdre, Belgique, 2014[31] ;
- "Le journal des cultures et de l'exploration", Radio Courtoisie, Paris, 2017.

## Distinctions

### Décorations
- Officier de la Légion d'honneur Il est fait chevalier le 31 décembre 2003[32], et est promu officier le 13 juillet 2019[33].
- Officier de l'ordre national du Mérite Il est fait chevalier le 14 mai 1997[34], et est promu officier le 30 janvier 2008[35].
- Officier de l'ordre du Mérite agricole Il est fait chevalier  le 11 juillet 1996, puis est promu officier en 2005[5].
- Chevalier de l'ordre de Léopold Il est fait chevalier le 16 octobre 1995[5].
- Médaille de bronze des lauréats du travail de Belgique en 1981, médaille d’argent en 1987.

### Sociétés savantes
- Membre titulaire de la 4e section de l'Académie des sciences d'outre-mer, élu le 15 décembre 2000[36].
- Membre de l'Association française pour l'étude du sol.
- Membre de la Société des explorateurs français[37].
- Membre à vie de l'Union internationale de la science du sol.
- Membre d’honneur de l’Union fédérale des associations d’Ingénieurs industriels de Belgique (UFIIB)[38].

### Prix
- 1987 : Médaille d’argent de l’Académie d'agriculture de France[39], avec Jean Lozet.
- 2004 : Médaille d’or de l’Académie d’agriculture de France[40], [41].

### Honneurs
- En 1986, il est fait Citoyen d'honneur et reçoit la médaille des villes de Theux et Huy (Belgique)[42],[43],[44],[45].
- Le 22 juillet 1992, il reçoit le titre professionnel d’Ingénieur Européen (EUR ING)[3].